# Emblema da Alemanha Oriental

Brasão da RDA

O emblema da Alemanha Oriental continha um martelo, um compasso, envoltos numa espiga de centeio. Foi um exemplo do que foi chamado de "heráldica socialista".

## Descrição
O martelo representava a classe operária nas fábricas. O compasso representava a intelligentsia, e a espiga de centeio os agricultores. Os primeiros desenhos incluíam apenas o martelo e a espiga de centeio, dado o desígnio nacional da Alemanha Oriental em se afirmar como um estado comunista de "Trabalhadores e Agricultores" (Arbeiter- und Bauernstaat). Rodeado de uma grinalda, o brasão funcionava como brasão do exército, o Exército Popular Nacional e quando rodeado de uma estrela branca de doze pontas simbolizava o brasão da Polícia do Povo.
Quando os estados federados da Alemanha Oriental foram abolidos e substituídos por Bezirke, transformando a Alemanha Oriental em um estado unitário, o emblema nacional passou a ser usado também pelo Bezirke. O governo de Berlim Oriental não queria que símbolos regionais fossem usados, uma vez que poderiam estimular o patriotismo regional e movimentos pela independência.
Foi adoptado como sendo o emblema nacional da República Democrática Alemã através de uma lei de 26 de Setembro de 1955, e adicionado à bandeira nacional através de uma lei de 1 de Outubro de 1959.
O brasão seria oficialmente abolido a 31 de Maio de 1990, por uma decisão do recém eleito parlamento da Alemanha Oriental (Volkskammer), após as primeiras eleições livres do país.